# Katarina Frostenson

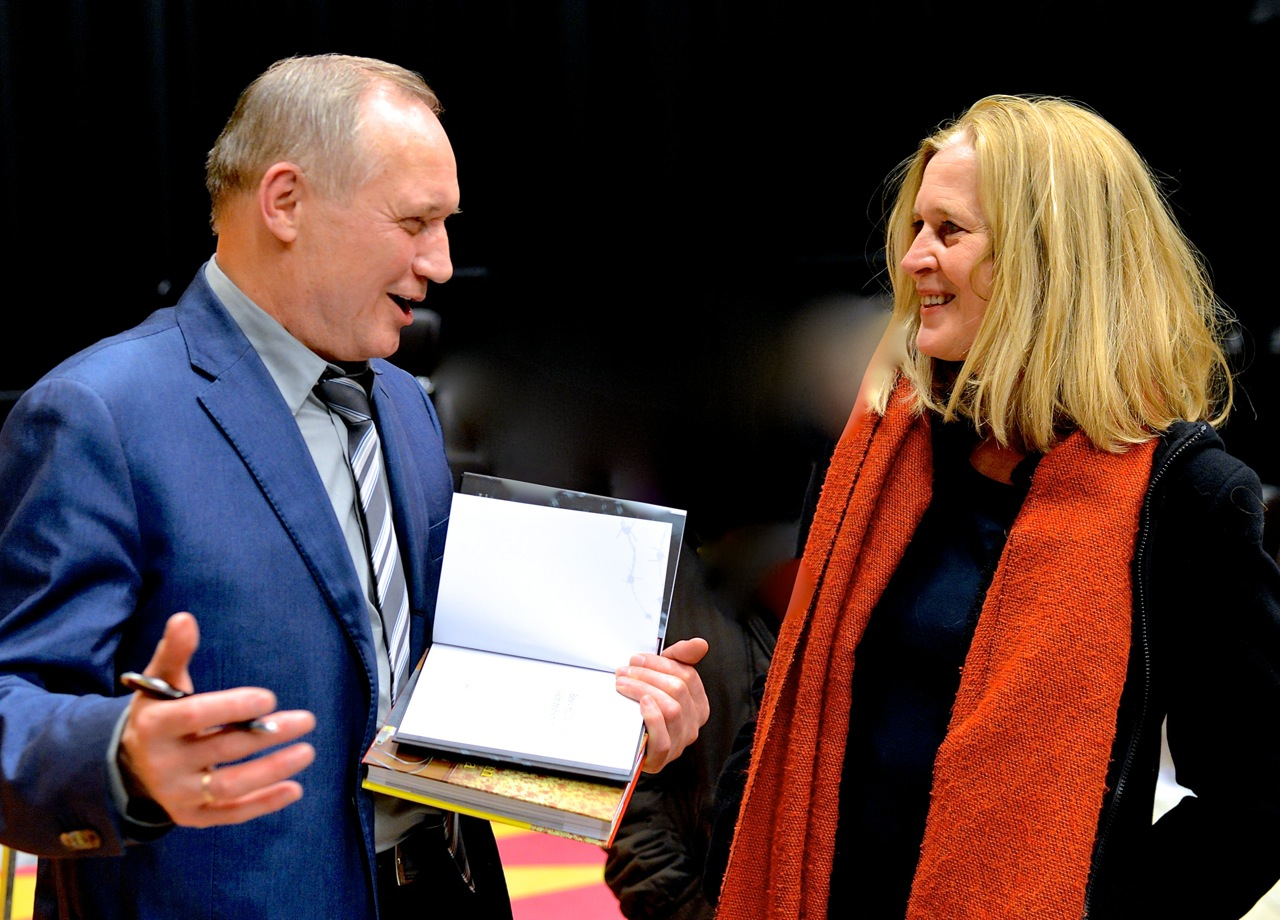
Tucholskypristagaren Uladzimir Njakljajeu och Katarina Frostenson i Stockholm 2014.

Alma Katarina Frostenson Arnault, ogift Frostenson, född 5 mars 1953 i Brännkyrka församling i Stockholm, är en svensk lyriker och översättare. Hon var ledamot av Svenska Akademien 1992–2019 på stol nr 18. 

## Biografi

### Tidiga år
Katarina Frostenson är dotter till agronom Georg Frostenson och kurator Britta Elmdahl Frostenson, brorsdotter till psalmförfattaren Anders Frostenson samt kusin till Sven och Karin Frostenson. Hon växte upp i Hägersten och Sollentuna.

### Författarskap
Frostenson debuterade med I mellan 1978 och beskrevs 1985 på Dagens Nyheters litteratursida som att hon "kommit att inta en framskjuten position i den nya svenska poesin". De tidiga verken var en egensinnig och ofta svårtillgänglig diktning inriktad på själva språkets klang och sammansättning. Med Joner (1991) skedde en förnyelse med berättande inslag av myt och saga, bland annat med en diktsvit influerad av den medeltida balladen Jungfrun i hindhamn. Denna inriktning fortsattes i den tematiskt närbesläktade Tankarna (1994) samt Korallen (1999). Frostenson provade även en sagoinfluerad stil i prosaform med den uppmärksammade Berättelser från dom (1992). I Flodtid (2011) märktes ännu en förnyelse med en större öppenhet inför omvärlden och samtiden.
Frostenson har även haft framgång som dramatiker. Hon debuterade som författare för scenen 1990 med fyra monodramer som har blivit uppförda på scen och i radio. 2 Skådespel från 1996 uruppfördes på Kungliga Dramatiska Teatern. Hon skrev librettot till Sven-David Sandströms opera Staden som uruppfördes på Kungliga Operan 1998. År 2002 sattes Kristallvägen upp på Judiska teatern i Stockholm.

### Forum-konflikten och utträdet ur Svenska Akademien
Tillsammans med sin make, Jean-Claude Arnault, drev Frostenson kulturföreningen Forum som arrangerade litteraturaftnar och tvärkulturella evenemang med ekonomiskt stöd av Svenska Akademien. Verksamheten upphörde 2017 sedan maken anklagats och dömts för sexuella trakasserier, övergrepp och våldtäkt. Detta ledde till en allvarlig konflikt inom Akademien. Frostenson anklagades för bland annat jäv i samband med Forums finansiering och för att ha läckt upplysningar om Nobelpriset i litteratur till maken. Denne skall sedan ha sålt informationen vidare. Frostenson meddelade den 12 april 2018 att hon inte längre skulle delta i Akademiens arbete. Hennes utträde tillkännagavs 18 januari 2019.
Frostensons böcker K (2019) och F (2020) beskriver händelseförloppet från hennes synpunkt. Hon hävdar där att maken blivit oskyldigt dömd för våldtäkt. Sverige kallar hon ett land där "megärorna" härskar.

### Poesi
- 1978 – I mellan
- 1980 – Rena land
- 1982 – Den andra
- 1985 – I det gula: tavlor, resor, ras
- 1987 – Samtalet
- 1989 – Stränderna
  - Italiensk översättning: La fonte del suono (Crocetti, 2011)
- 1991 – Joner: tre sviter
  - Rumänsk översättning: Ioni (Polirom, 2003)
- 1992 – Berättelser från dom
- 1994 – Tankarna
  - Tysk översättning: Die in den Landschaften verschwunden sind (Carl Hanser, 1999)
- 1994 – Jan Håfström: en diktsvit till Jan Håfström och till verk av honom
- 1999 – Korallen
  - Spansk översättning: El coral (Simon editor, 2003)
- 2000 – Från Rena land till Korallen (dikter i urval)
- 2004 – Karkas: fem linjer
- 2008 – Tal och regn
- 2011 – Flodtid
  - Dansk översättning: Flodtid (på dansk ved Pia Tafdrup, 2013)
  - Lettisk översättning: Plūdu laiks (Mansards, 2013)
- 2013 – Tre vägar
- 2015 – Sånger och formler
- 2018 – Sju grenar
- 2021 – A : andra tankar

Dramatik
- 1990 – 4 monodramer
  - Serbisk översättning: Monodrame (Stubovi kulture, 1997)
  - Polsk översättning: 4 monodramy (Ksiegarnia Akademicka, 1999)
- 1996 – Traum / Sal P (två skådespel)
  - Kroatisk översättning: Salpetrijer (Stubovi kulture, 2002)
- 1998 – Staden – en opera (libretto)
- 2000 – Kristallvägen / Safirgränd (två skådespel)
- 2006 – Ordet: en passion

Fotoböcker (tillsammans med Jean-Claude Arnault)
- 1989 – Överblivet
- 1996 – Vägen till öarna
- 2002 – Endura

Sakprosa
- 1978 – Raymond Chandler och filmen
- 1990 – Moira (om konstnären Håkan Rehnberg)
  - Tysk översättning: Moira: ein Bild in 29 Teilen 1988 (Kleinheinrich, 1991)
- 1992 – Artur Lundkvist: inträdestal i Svenska Akademien
- 2001 – Skallarna (essä publicerad tillsammans med Aris Fioretos)
- 2019 – K (Biografi), Bokförlaget Polaris
- 2020 – F – en färd (Biografi), Bokförlaget Polaris
- 2023 – Alma, Bokförlaget Polaris

### Översättningar (urval)
- 1986 – Emmanuel Bove: Mina vänner (Mes amis) (Tiden)
- 1987 – Henri Michaux: Bräsch: texter i urval (översatt tillsammans med Ulla Bruncrona, Bonnier)
- 1988 – Marguerite Duras: Lol V. Steins hänförelse (Le ravissement de Lol V. Stein) (Schultz)
- 1990 – Georges Bataille: Himlens blå (Le bleu du ciel) (Wahlström & Widstrand)

## Priser och utmärkelser
- 1988 – Gerard Bonniers lyrikpris
- 1989 – De Nios Stora Pris
- 1994 – Bellmanpriset[16]
- 1996 – Sveriges Radios lyrikpris
- 2004 – Erik Lindegren-priset
- 2004 – Ferlinpriset[17]
- 2007 – Ekelöfpriset[18]
- 2007 – Litteris et Artibus[19]
- 2016 – Nordiska rådets litteraturpris[20][21][22]
- 2016 – Karlfeldtpriset[23][24]